# Rhodesiella basilewskyi
Rhodesiella basilewskyi är en tvåvingeart som beskrevs av Curtis W. Sabrosky 1955. Rhodesiella basilewskyi ingår i släktet Rhodesiella och familjen fritflugor. Inga underarter finns listade i Catalogue of Life.